# Неонатальный Fc-рецептор
Неонатальный Fc-рецептор — рецептор Fc-фрагмента IgG, продукт гена человека FCGRT. Это гетеродимерный рецептор, состоящий из тяжёлой цепи с MHC I-подобной укладкой и микроглобулина β2. Рецептор узнаёт участок, соединяющий CH2- и CH3-домены IgG, что отличает его от классического Fc-рецептора γ и компонента системы комплемента C1q и сближает с бактериальными белками A и G, которые связываются с тем же участком. На ранних этапах жизни организма неонатальный Fc-рецептор обеспечивает усвоение антител IgG из крови или молока матери, а во взрослом организме играет важную роль в поддержании гомеостаза антител этого изотипа и сывороточного альбумина, защищая их от преждевременной деградации. У людей данный рецептор обнаруживается в эндотелии сосудов, профессиональных антигенпрезентирующих клетках, эпителии кишечника, эндотелии центральной нервной системы, подоцитах почек и в лёгких. 
FcRn впервые был открыт у грызунов. Этот уникальный рецептор переносил IgG из материнского молока через эпителий кишечника в кровь новорожденных грызунов. Исследования подтвердили существование подобного рецептора у человека. Неонатальный Fc-рецептор у человека обнаружен в синцитиотрофобластах плаценты, где он облегчает транспорт материнских IgG в кровеносное русло плода. FcRn связывает IgG при кислых значениях pH порядка 6,0—6,5, но не при нейтральных или более высоких значениях рН. Таким образом, FcRn связывает IgG в просвете кишечника при слегка кислых значениях рН и обеспечивает однонаправленный транспорт иммуноглобулинов к базолатеральной мембране клеток кишечника, где среда нейтральная или щелочная (pH 7,0—7,5).
Этот рецептор также играет роль в реутилизации IgG во взрослом организме, так как принимает участие в эндоцитозе в эндотелиальных клетках. В кислых эндосомах неонатальный Fc-рецептор связывает IgG, которые были интернализованы в результате пиноцитоза, обеспечивает их защиту от лизосомной деградации, перенос к поверхности клетки и высвобождение в щелочную среду крови. Этот механизм может объяснить большую продолжительность периода полураспада IgG по сравнению с антителами других изотипов. Таким же образом, через кислые эндосомы, происходит перенос IgG матери, захваченных синцитиотрофобластами в процессе пиноцитоза, на сторону плода.
Известно, что конъюгация некоторых лекарственных веществ с Fc-фрагментом IgG значительно увеличивает период их полураспада. Вероятно, стабильность лекарств при этом обеспечивается тем же механизмом, что и стабильность самих IgG. На сегодняшний день доступны 5 видов лекарственных препаратов, использующих Fc-фрагмент IgG для увеличения стабильности: афлиберцепт, алефацепт, рилонацепт, этанерцепт, ромиплостим и абатацепт.